# Tensão (fonética)
A tensão, em fonética articulatória, é uma característica fonética que a análise tradicional relaciona com o tónus muscular dos órgãos da fala, e que pode afectar a produção das vogais, das consoantes ou de uma sílaba completa. Acompanha frequentemente outras características fonéticas como a quantidade vocálica, a quantidade consonantal ou a vocalização.
Certas línguas fazem uso fonológico de uma distinção de tensão, isto é, elas utilizam-na para distinguir alguns dos seus fonemas, sobretudo em correlação com outras variações fonéticas. Quando a distinção de tensão afecta as vogais, têm-se vogais tensas em oposição a vogais relaxadas; quando afecta as consoantes, têm-se consoantes fortes (ou fortis) e consoantes suaves (ou lenis). No caso da tensão silábica, já não se trata de uma oposição de fonemas mas de um tipo de prosódia.
Este tipo de característica fonética está ausente da língua portuguesa.